# Elecciones parlamentarias de Brasil de 1947
Las elecciones parlamentarias de Brasil fueron realizadas el 19 de enero de 1947. En estas elecciones, se incorporaron 19 escaños vacantes en la Cámara de Diputados, un cargo adicional de senador para cada estado (a excepción de Santa Catarina, en donde se eligieron dos), y un cargo adicional para todas las legislaturas y Gobernadores estatales.
Lo que más destacó fue la creciente popularidad del Partido Comunista Brasileño (PCB), el cual obtuvo casi el 10% de los votos en las elecciones estatales, convirtiéndose en el tercer partido político más grande de São Paulo (al frente de la Unión Democrática Nacional) y el partido más grande de la capital federal, Río de Janeiro. El creciente éxito del PCB y su impopularidad ante la élite gobernante, condujeron a que el partido fuese proscrito ese mismo año por el presidente Eurico Gaspar Dutra.

## Resultados

### Cámara de Diputados
| Partido                                 | Votos     | %      | Escaños |
| --------------------------------------- | --------- | ------ | ------- |
| Partido Social Democrático (PSD)        | 828.720   | 39.7%  | 11      |
| Unión Democrática Nacional (UDN)        | 677.374   | 32.4%  | 4       |
| Partido Social Progresista (PSP)        | 309.531   | 14.8%  | 1       |
| Partido Laborista Brasileño (PTB)       | 603.500   | 12.6%  | 1       |
| Partido Comunista Brasileño (PCB)       | 4.167     | 0.2%   | 0       |
| Partido de Representación Popular (PRP) | 3.915     | 0.2%   | 0       |
| Otros partidos                          | 1.221     | 0.1%   | 0       |
| Total                                   | 2.088.302 | 100.0% | 19      |

### Senado
| Partido                              | Votos     | %    | Escaños |
| ------------------------------------ | --------- | ---- | ------- |
| Partido Social Democrático (PSD)     | 1.964.779 | 32.8 | 10      |
| Unión Democrática Nacional (UDN)     | 1.040.902 | 17.4 | 4       |
| Partido Laborista Brasileño (PLB)    | 776.866   | 13.0 | 1       |
| Partido Social Progresista           | 678.958   | 11.3 | 1       |
| Partido Comunista Brasileño (PCB)    | 151.182   | 2.5  | 0       |
| Partido Proletario Brasileño (PPB)   | 72.031    | 1.2  | 1       |
| Partido Renovación Progresista (PRB) | 65.395    | 1.1  | 0       |
| Izquierda Democrática (ID)           | 58.901    | 1.0  | 0       |
| Partido Republicano (PR)             | 35.106    | 0.6  | 0       |
| Partido Demócrata Cristiano (PDC)    | 20.840    | 0.3  | 0       |
| Otros partidos                       | 984.077   | 16.4 | 0       |
| Independientes                       | 144.751   | 2.4  | 0       |
| Coaliciones                          | –         | –    | 5       |
| Votos en blanco/nulos                | 614.184   | –    | –       |
| Total                                | 6.607.972 | 100  | 22      |
| Participación electoral              | 7.710.504 | 85.7 | –       |
| Fuente: Nohlen                       |           |      |         |

### Asambleas estatales
| Partido                                 | Votos     | %      | Escaños |
| --------------------------------------- | --------- | ------ | ------- |
| Partido Social Democrático (PSD)        | 1.660.401 | 31.97% | 360     |
| Unión Democrática Nacional (UDN)        | 1.235.928 | 23.79% | 250     |
| Partido Laborista Brasileño (PLB)       | 730.908   | 14.07% | 94      |
| Partido Comunista Brasileño (PCB)       | 479.024   | 9.22%  | 64      |
| Partido Republicano (PR)                | 381.549   | 7.35%  | 53      |
| Partido Social Progresista (PSP)        | 232.341   | 4.47%  | 26      |
| Partido de Representación Popular (PRP) | 158.886   | 3.06%  | 16      |
| Partido Laborista Nacional (PLN)        | 77.707    | 1.50%  | 6       |
| Partido Demócrata Cristiano (PDC)       | 70.864    | 1.36%  | 5       |
| Partido Libertador (PL)                 | 57.341    | 1.10%  | 5       |
| Otros partidos                          | 109.918   | 2.12%  | 26      |
| Total                                   | 5.194.230 | 100.0% | 905     |